# شهرك باقلات (بابويي)
شهرك باقلات (بالفارسية: شهرک پاقلات) هي قرية تقع في إيران في قسم بابويي الريفي. يقدر عدد سكانها بـ 24 نسمة بحسب إحصاء 2016.